# Tiro ai Giochi della XXXIII Olimpiade - Skeet a squadre
La gara di skeet a squadre ai Giochi della XXXIII Olimpiade di Parigi si è svolta il 5 agosto 2024 presso il poligono di tiro di Châteauroux. Hanno preso parte alla competizione 30 tiratori in rappresentanza di 13 nazioni.
La squadra italiana, composta da Diana Bacosi e Gabriele Rossetti, si è aggiudicata la medaglia d'oro, mentre la squadra statunitense e la squadra cinese hanno ottenuto rispettivamente l'argento e il bronzo.

## L'evento
L'introduzione degli eventi a squadre è avvenuta durante le Olimpiadi di Tokyo 2020, quando venne aggiunto il trap a squadre miste, la carabina 10 metri aria compressa a squadre miste e l'evento di pistola 10 metri aria compressa a squadre miste.
Ai Giochi della XXXIII Olimpiade di Parigi 2024 sono state mantenuti solamente gli eventi di carabina 10 metri aria compressa e pistola 10 metri aria compressa a squadre miste. L'evento della trap a squadre miste è stato sostituito, invece, con lo skeet a squadre miste, mai stato presente in precedenza il quale fa, in questa edizione, il debutto ufficiale alle Olimpiadi.

## Record
Prima della competizione, il record del mondo nella specialità pistola skeet a squadre era il seguente:
| Record qualificazioni | Record qualificazioni                       | Record qualificazioni                       | Record qualificazioni                       |
| --------------------- | ------------------------------------------- | ------------------------------------------- | ------------------------------------------- |
| Record mondiale       | 149                                         | Austen Smith Vincent Hancock Stati Uniti    | 20 agosto 2023 Baku, Azerbaigian            |
| Record olimpico       | Non stabilito: evento di nuova introduzione | Non stabilito: evento di nuova introduzione | Non stabilito: evento di nuova introduzione |

## Programma
| Data          | Ora (UTC+2) | Evento         |
| ------------- | ----------- | -------------- |
| 5 agosto 2024 | 09:00       | Qualificazioni |
| 5 agosto 2024 | 15:00       | Finali         |
| Fonte:        |             |                |

## Risultati
| Pos.   | Nazione       | Atleti                 | 1  | 2  | 3  | ST | Tot. | S-off | Note  |
| ------ | ------------- | ---------------------- | -- | -- | -- | -- | ---- | ----- | ----- |
| 1      | Italia 1      | Diana Bacosi           | 24 | 25 | 25 | 74 | 149  |       | QG, = |
| 1      | Italia 1      | Gabriele Rossetti      | 25 | 25 | 25 | 75 | 149  |       | QG, = |
| 2      | Stati Uniti 1 | Austen Smith           | 25 | 23 | 25 | 73 | 148  |       | QG    |
| 2      | Stati Uniti 1 | Vincent Hancock        | 25 | 25 | 25 | 75 | 148  |       | QG    |
| 3      | Cina          | Jiang Yiting           | 25 | 25 | 24 | 74 | 146  | +4    | QB    |
| 3      | Cina          | Lyu Jianlin            | 23 | 24 | 25 | 72 | 146  | +4    | QB    |
| 4      | India         | Maheshwari Chauhan     | 24 | 25 | 25 | 74 | 146  | +3    | QB    |
| 4      | India         | Anantjeet Singh Naruka | 25 | 23 | 24 | 72 | 146  | +3    | QB    |
| 5      | Italia 2      | Martina Bartolomei     | 24 | 23 | 23 | 70 | 144  |       |       |
| 5      | Italia 2      | Tammaro Cassandro      | 25 | 24 | 25 | 74 | 144  |       |       |
| 6      | Stati Uniti 2 | Dania Vizzi            | 24 | 25 | 23 | 72 | 144  |       |       |
| 6      | Stati Uniti 2 | Conner Prince          | 24 | 24 | 24 | 72 | 144  |       |       |
| 7      | Corea del Sud | Jang Kook-hee          | 24 | 25 | 22 | 71 | 144  |       |       |
| 7      | Corea del Sud | Kim Min-soo            | 25 | 24 | 24 | 73 | 144  |       |       |
| 8      | Rep. Ceca     | Barbora Šumová         | 22 | 23 | 23 | 68 | 143  |       |       |
| 8      | Rep. Ceca     | Jakub Tomeček          | 25 | 25 | 25 | 75 | 143  |       |       |
| 9      | Francia       | Lucie Anastassiou      | 24 | 24 | 21 | 69 | 143  |       |       |
| 9      | Francia       | Éric Delaunay          | 25 | 25 | 24 | 74 | 143  |       |       |
| 10     | Germania      | Nele Wißmer            | 22 | 24 | 23 | 69 | 142  |       |       |
| 10     | Germania      | Sven Korte             | 23 | 25 | 25 | 73 | 142  |       |       |
| 11     | Australia     | Aislin Jones           | 24 | 23 | 21 | 68 | 141  |       |       |
| 11     | Australia     | Joshua Bell            | 25 | 24 | 24 | 73 | 141  |       |       |
| 12     | Kazakistan    | Assem Orynbay          | 23 | 24 | 23 | 70 | 140  |       |       |
| 12     | Kazakistan    | Eduard Yechshenko      | 23 | 24 | 23 | 70 | 140  |       |       |
| 13     | Grecia        | Emmanouela Katzouraki  | 22 | 23 | 22 | 67 | 139  |       |       |
| 13     | Grecia        | Efthimios Mitas        | 24 | 24 | 24 | 72 | 139  |       |       |
| 14     | Perù          | Daniella Borda         | 21 | 23 | 24 | 68 | 139  |       |       |
| 14     | Perù          | Nicolás Pacheco        | 25 | 24 | 22 | 71 | 139  |       |       |
| 15     | Svezia        | Victoria Larsson       | 21 | 23 | 23 | 67 | 136  |       |       |
| 15     | Svezia        | Marcus Svensson        | 23 | 24 | 22 | 69 | 136  |       |       |
| Fonte: |               |                        |    |    |    |    |      |       |       |

### Finali
| Pos.                      | Nazione               | Atleti                 | 1                     | 2                     | ST                    | Tot.                  | Note                  |
| Finale medaglia d'oro     | Finale medaglia d'oro | Finale medaglia d'oro  | Finale medaglia d'oro | Finale medaglia d'oro | Finale medaglia d'oro | Finale medaglia d'oro | Finale medaglia d'oro |
| ------------------------- | --------------------- | ---------------------- | --------------------- | --------------------- | --------------------- | --------------------- | --------------------- |
|                           | Italia 1              | Diana Bacosi           | 10                    | 12                    | 22                    | 45                    |                       |
| Gabriele Rossetti         | Italia 1              | 12                     | 11                    | 23                    |                       | 45                    |                       |
|                           | Stati Uniti 1         | Austen Smith           | 10                    | 11                    | 21                    | 44                    |                       |
| Vincent Hancock           | Stati Uniti 1         | 11                     | 12                    | 23                    |                       | 44                    |                       |
| Finale medaglia di bronzo |                       |                        |                       |                       |                       |                       |                       |
|                           | Cina                  | Jiang Yiting           | 11                    | 9                     | 20                    | 44                    |                       |
| Lyu Jianlin               | Cina                  | 12                     | 12                    | 24                    |                       | 44                    |                       |
| 4                         | India                 | Maheshwari Chauhan     | 11                    | 10                    | 21                    | 43                    |                       |
| 4                         | India                 | Anantjeet Singh Naruka | 11                    | 11                    | 22                    | 43                    |                       |
| Fonte:                    |                       |                        |                       |                       |                       |                       |                       |